# فریمان

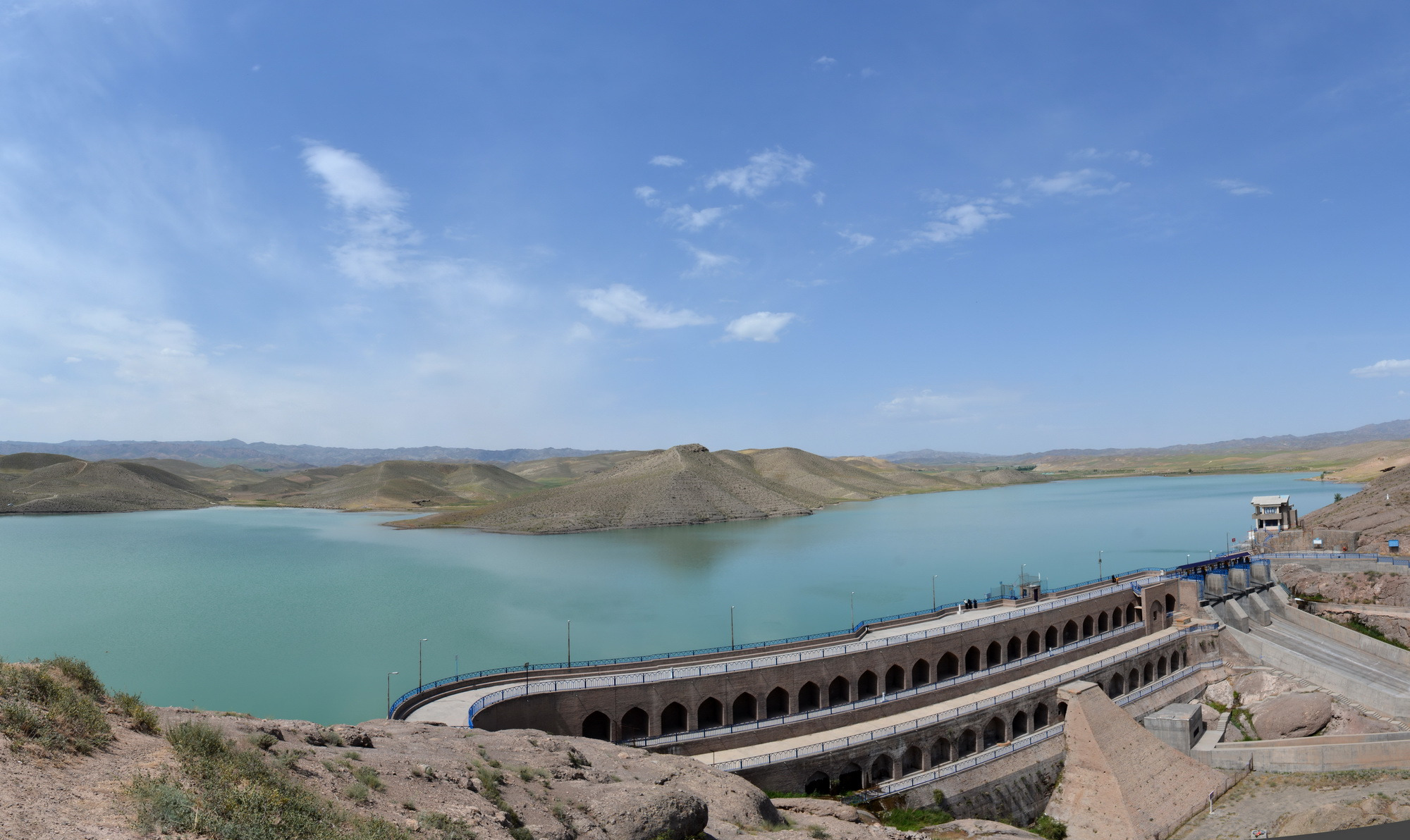
سد تاریخی فریمان. محمد تقی سروی

فَریمان شهری در استان خراسان رضوی در شمال شرق ایران است. این شهر مرکز شهرستان فریمان و در بخش مرکزی شهرستان فریمان قرار دارد. دارای ۴ شهر به نام‌های فریمان، فرهادگرد، قلندرآباد و سفید سنگ و دو بخش مرکزی و قلندر آباد و پنج دهستان به نام‌های فرهادگرد، سنگ بست، بالابند، قلندر آباد و سفید سنگ است.
شهر فریمان در فاصله ۷۵ کیلومتری مشهد و در مسیر مشهد به کشور افغانستان قرار گرفته است.
فریمان از دیرباز به خاطر پیشینه و درج در سفرنامه‌ها و بناهای تاریخی مانند سد تاریخی فریمان و کاروانسرای تاریخی، بافت قدیم شهر و کارخانه قند و شهرک صنعتی کاویان و آب و هوای خوب معروف است. این شهر همچنین زادگاه مرتضی مطهری می‌باشد.
فریمان از جمله شهرهای محدود دارای معماری پهلوی در ایران است که بر اساس معماری روز اروپا بنا نهاده شده است. وجود چهل برج در ارتفاعات و دشت و وجود بارو و خندق و برج‌های بلند در طول تاریخ فریمان را تسخیر ناپذیر کرده بود. در هجوم قرایی‌ها و ترکمن‌ها (غزها) ازبکان و افاغنه و … فریمان همیشه سربلند بوده است. فریمان به جز بهشت صادق سه گورستان داشته است که نشان دهنده تاریخ کهن آن است. شهر فریمان جزو قدیم‌ترین نواحی ایران به مرکزیت فرهادگرد بوده است. تاریخ این شهر به دوران پیش از اسلام برمیگردد و با القاب روستایی بنام فرمان کندی شناخته می‌شود. بسیاری از منابع تاریخی این شهر را به عنوان مرکز تجارت و فرهنگی سلسله آل اشراف دانسته‌اند و اهمیت آن را برای نژادهای فردوسی، بینالود، طوسی آکنده می‌دانند.

## جمعیت
بر پایه سرشماری عمومی نفوس و مسکن در سال ۱۳۹۵ جمعیت این شهر ۳۹٬۵۱۵ نفر (در ۱۱٬۷۵۵ خانوار) بوده است.

## تاریخچه
فریمان درگذشته همواره در سایه رویدادهای تاریخی نیشابور قرار داشته گفته شده که این منطقه اسفنج یا اشبند نامیده می‌شده است که از وابسته‌های نیشابور کهن بوده است. مرکز آن فرهادگرد یا ده فرهاد بود که اکنون در ۱۵ کیلومتری غرب شهر فریمان قرار دارد.

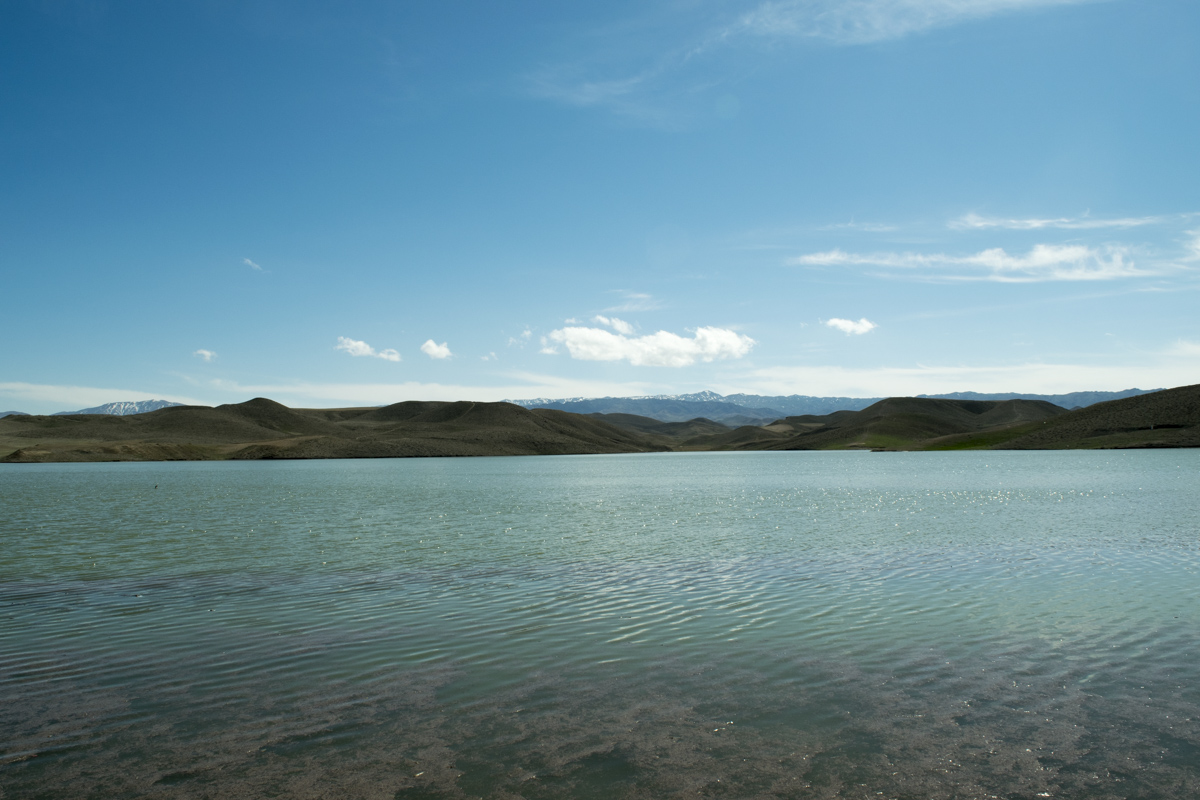
نمایی از فراز سد تاریخی فریمان

در زبان پهلوی معنای فریمان به معنای خانه دوست و دوست منش است.
وجود آثار تاریخی نشان از قدمت فریمان است.
فریمان در مسیر راه هرات باستان قرار دارد؛
وجود تپه‌های نادر و محوطه‌های باستانی و سنگ نگاره‌های فریمان احتمالاً از کهن‌ترین سکونتگاه‌های جهان محسوب می‌گردد.
در حادثه تاریخی این شهر مدت چهار ماه مرکز حکومتی صولت السلطنه هزاره شده بود…
در قیام گوهرشاد نقش اهالی شهر فریمان و آخوند این شهر پدر آیت الله مرتضی مطهری فریمانی بسیار پر رنگ است.

## بافت شهر

بافت قدیم فریمان شامل بناهای متعددی است که بخشی مربوط به دوره قاجاریه و صفویه و بخشی در دوره پهلوی اول توسط مهندسین آلمانی ساخته شده است و جز اولین سازه‌های بتنی در ایران است. امروزه بیشتر این سازه‌ها در تملک ادارات شهرستان فریمان می‌باشد که شامل: ساختمان شهرداری بنیاد شهید؛ فرماندهی انتظامی و اداره مالیات و امور دارایی در مرکز به صورت قرینه و ساختمان‌های بانک ملی اداره قند و شکر، اداره کشاورزی، دبیرستان بهشتی، چهار دالان، آبخوری نوبخت، دادگستری و ورودی‌های فریمان که همگی مربوط به دوره پهلوی می‌باشند.
در دروازه قدیمی فریمان هم در دو طرف جاده قدیم دو ستون هرمی (ابلیسک) که توسط معماران آلمانی و لهستانی در سال ۱۳۳۰ ساخته شده قرار دارد.
موزه مردم‌شناسی فریمان در میدان امام خمینی، خیابان طالقانی قرار دارد.
در گذشته‌های دور فریمان دارای آب انبار
قلعه و برج و بارو و خندق و دژ زیرزمینی طولانی و برجی برفراز ارتفاعات شمال فریمان
و برج‌های در دشت بوده است.
مانند برج قندو و برج پنجه باشی و برج راه گاری و برج خونی و … برج ارزن زار و برج شخله و … جمعاً ۴۰ عدد
دارای سوارانی نظامی در دوره قاجار بوده ۱۲۰ نفر